# Ludwik Warchał
Ludwik Warchał (ur. 3 lutego 1911 w Bażanówce, zm. wiosną 1940 w Katyniu) – podchorąży piechoty Wojska Polskiego, ofiara zbrodni katyńskiej.

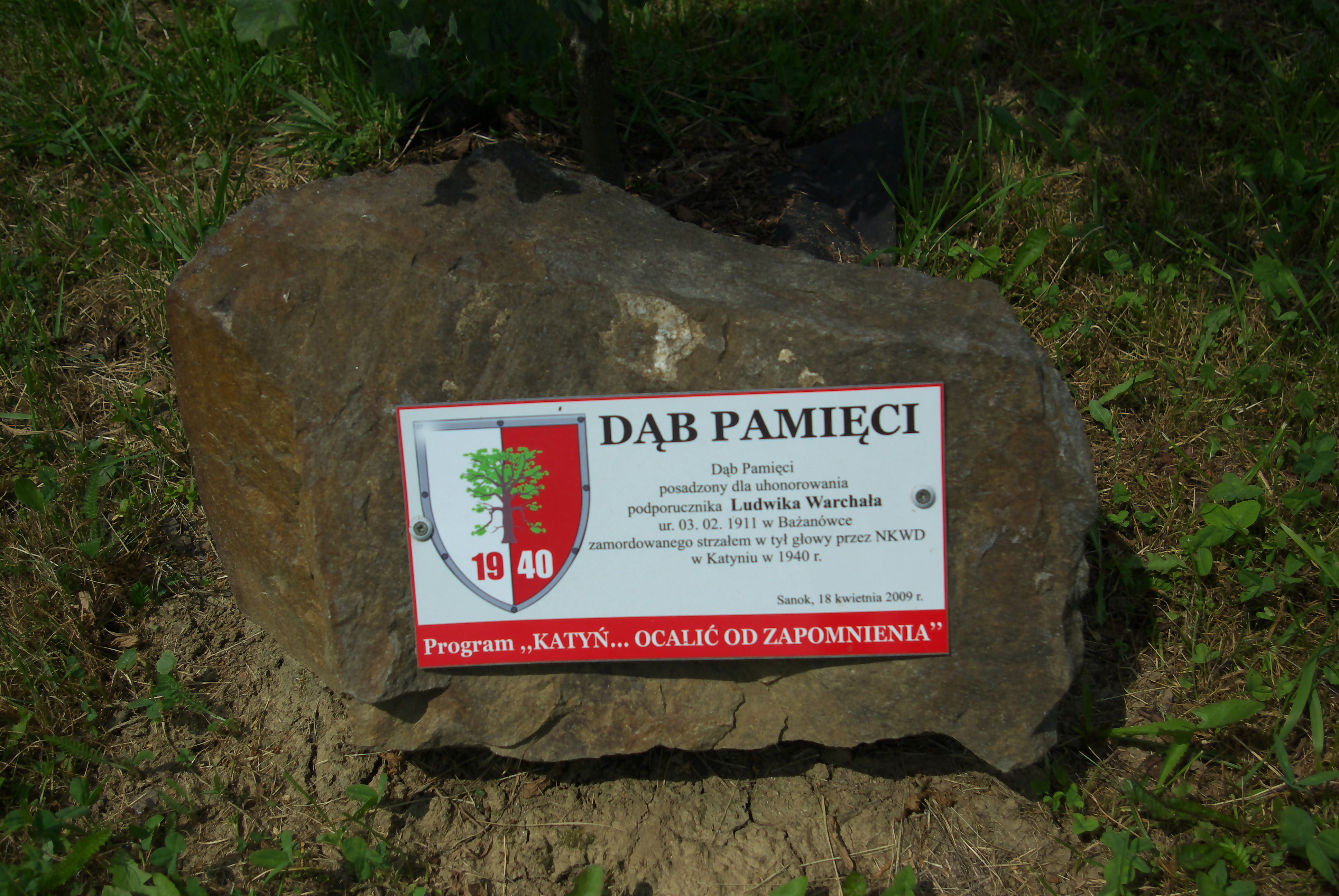
Kamień przy Dębie Pamięci honorującym Ludwika Warchała w Sanoku

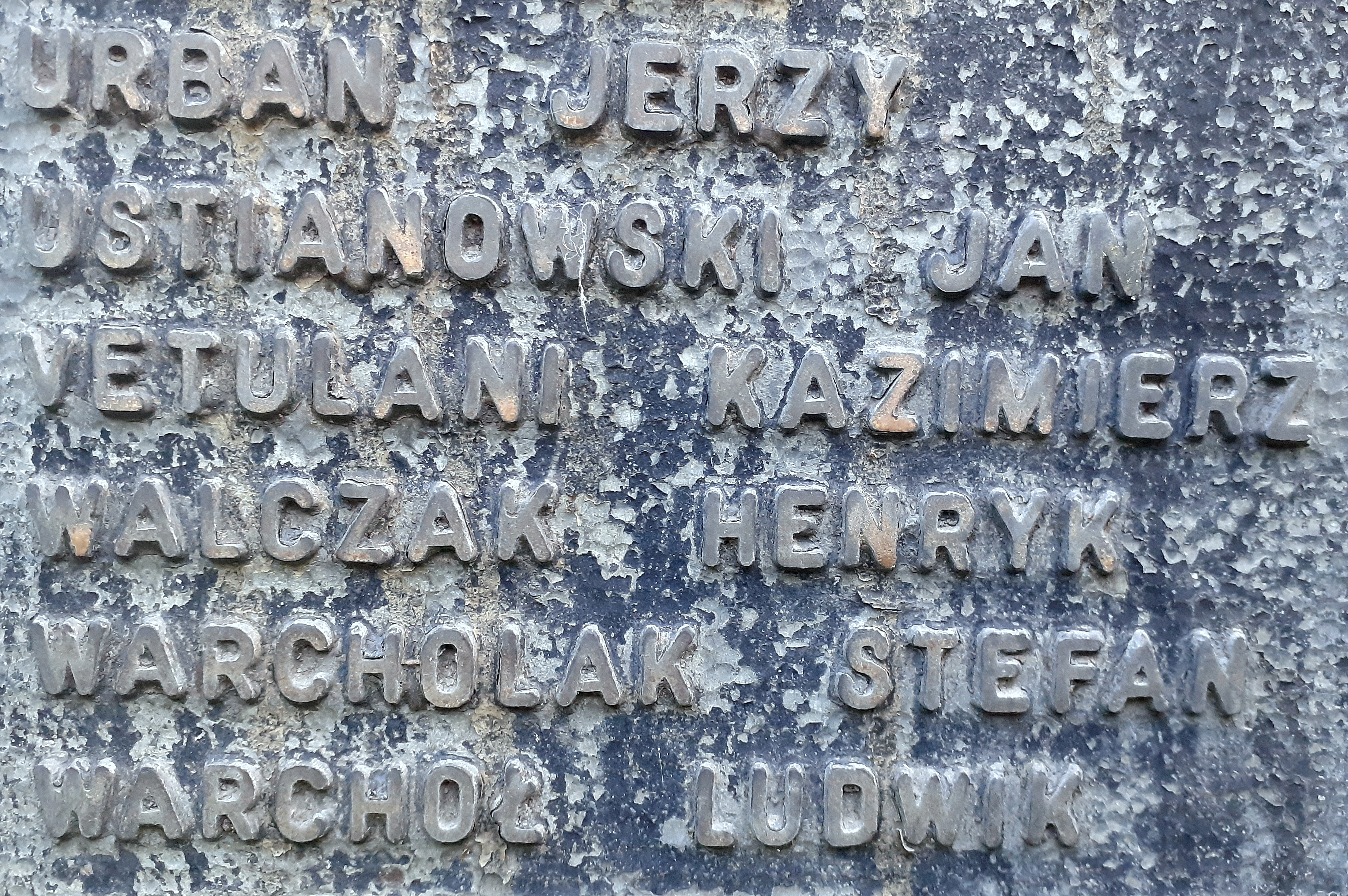
Upamiętnienie na Mauzoleum w Sanoku

## Życiorys
Urodził się 3 lutego 1911 w Bażanówce. Był synem Franciszka i Marianny z domu Bury. 30 maja 1932 zdał egzamin dojrzałości w Państwowym Gimnazjum im. Królowej Zofii w Sanoku (w jego klasie byli m.in. Mieczysław Granatowski, Franciszek Malik i Zbigniew Wyskiel – wszyscy również późniejsi żołnierze Wojska Polskiego, w tym dwaj ostatni ofiary zbrodni katyńskiej). Był harcerzem.
Pracował jako urzędnik prywatny w Sanockiej Fabryce Wagonów. W miejscu zatrudnienia był komendantem Związku Strzeleckiego.
28 sierpnia 1939 zawarł związek małżeński ze Stanisławą Moksemiszak (ur. 1916, także urzędniczka w sferze prywatnej), a świadkiem na ich ślubie był Filip Schneider.
Po wybuchu II wojny światowej podczas kampanii wrześniowej został zmobilizowany do 2 Pułku Strzelców Podhalańskich i walczył w jego szeregach. Po agresji ZSRR na Polskę został aresztowany przez Sowietów w okolicach Tarnopola. Był przetrzymywany w obozie w Kozielsku. W kwietniu 1940 został zabrany do Katynia i tam został rozstrzelany przez funkcjonariuszy Obwodowego Zarządu NKWD w Smoleńsku oraz pracowników NKWD przybyłych z Moskwy na mocy decyzji Biura Politycznego KC WKP(b) z 5 marca 1940. Jest pochowany na Polskim Cmentarzu Wojennym w Katyniu.
W 1947 przed Sądem Grodzkim w Sanoku, na wniosek Stanisławy Warchoł, zamieszkałej w Sanoku przy ul. Jagiellońskiej 38, toczyło się postępowanie sądowe o uznanie za zmarłego (dosł.) Ludwika Warchoła. W zawiadomieniu o tym podano, że zaginiony był profesorem gimnazjum w Sanoku, a we wrześniu 1939 wyruszył na front jako porucznik Wojska Polskiego.

## Upamiętnienie
Podczas „Jubileuszowego Zjazdu Koleżeńskiego b. Wychowanków Gimnazjum Męskiego w Sanoku w 70-lecie pierwszej Matury” 21 czerwca 1958 nazwisko Ludwika Warchała zostało wymienione w apelu poległych w obronie Ojczyzny w latach 1939-1945 oraz na ustanowionej w budynku gimnazjum tablicy pamiątkowej poświęconej poległym i pomordowanym absolwentom gimnazjum.
W 1962 Ludwik Warchał został upamiętniony wśród innych osób wymienionych na jednej z tablic Mauzoleum Ofiar II Wojny Światowej na obecnym Cmentarzu Centralnym w Sanoku.

Ludwik Warchał został wymieniony na tablicy pamiątkowej, ustanowionej w latach 60. XX wieku w kościele Najświętszego Serca Pana Jezusa w sanockiej dzielnicy Posada, ku czci parafian – ofiar terroru okupanta, działań wojennych.
Prezydent RP Lech Kaczyński postanowieniem Nr 112-49-07 z 5 października 2007 mianował go pośmiertnie na stopień podporucznika. Awans został ogłoszony 10 listopada 2007 w Warszawie, w trakcie uroczystości „Katyń Pamiętamy – Uczcijmy Pamięć Bohaterów”.
18 kwietnia 2009, w ramach akcji „Katyń... pamiętamy” / „Katyń... Ocalić od zapomnienia”, w tzw. Alei Katyńskiej na Cmentarzu Centralnym w Sanoku zostało zasadzonych 21 Dębów Pamięci, w tym upamiętniający Ludwika Warchała (zasadzenia dokonali Zofia Chybiło, dyrektor I Odd. Banku PEKAO. S.A. w Sanoku i Lesław Wojtas, prezes Podkarpackiego Banku Spółdzielczego).